# 唐古直
唐古直（1193年—13世纪？），蒙古帝国将领，畏兀儿人，唐仁祖的祖父。
1209年，高昌回鶻（畏兀儿）舉國归附蒙古，唐古直時年十七岁，事奉成吉思汗铁木真，成吉思汗把他派给拖雷，说：「唐古直可任大事。」拖雷未及任用他，其妻唆鲁禾帖尼擢為札魯火赤。唐古直的子孫因他而以唐為氏。唐古直的儿子唐驥，豪爽好射獵。忽必烈即位，命唐驥為太子真金的必闍赤，升为達魯花赤。唐驥之子唐仁祖。